# 明成祖远征漠北之战
明成祖远征漠北之战指的是明朝永乐年间，明成祖分别于永乐七年（1409年）、十二年（1414年）、二十年（1422年）、二十一年（1423年）、二十二年（1424年）五次对蒙古势力的亲征。明朝在北元滅亡後，繼續攻擊蒙古各部，並收降兀良哈三卫，最初的目的是进一步削弱盘据在漠北的蒙古残余势力鞑靼和瓦剌等部，维护明朝边境的安宁，然而明成祖在第五次亲征得胜回朝途中病故，未能完全消滅蒙古汗廷，而蒙古東部的韃靼势力被削弱亦間接讓瓦剌壯大，後來亦主動攻擊明朝。

## 背景

明成祖坐像，臺北國立故宮博物院藏。

明太祖洪武元年（1368年），明太祖派徐达率军攻入元大都（今北京），元惠宗逃往漠北继续元帝国的统治，历称“北元”。捕鱼儿海之战后，明代蒙古政权分裂成鞑靼、瓦剌和兀良哈三卫等部。这些部落政权对内互相残杀，并时常滋扰明朝边境。
永乐七年（1409年），明成祖派使者郭骥出使鞑靼，结果被杀，明成祖决心征讨。

## 第一次北伐

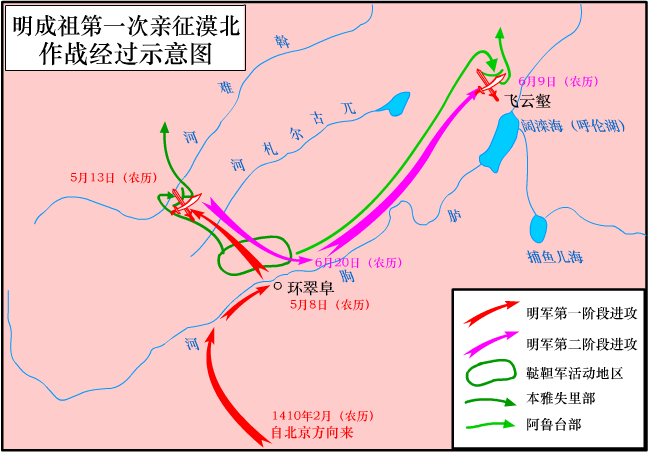
明成祖第一次亲征漠北示意图

明永乐七年（1409年），本雅失裏殺大明使臣郭驥，明成祖派淇国公丘福率十万大军征讨鞑靼，由于轻敌，孤军深入，中了敌人的埋伏，全军覆没。为消除边患，明成祖决心亲征。
明永乐八年（1410年）二月，明成祖调集五十万大军。五月八日，明军行至胪朐河（今克鲁伦河，成祖将之更名为“饮马河”）流域，询得鞑靼可汗本雅失里率军向西逃往瓦剌部，丞相阿鲁台则向东逃。明成祖亲率将士向西追击本雅失里，五月十三日，明军在斡难河（位于今蒙俄边境）大败本雅失里。明成祖打败本雅失里后，挥师向东攻击阿鲁台，双方在今蒙俄边境之斡难河东北方向交战，明军杀敌无数，阿鲁台坠马逃遁。此时天气炎热，缺水，且粮草不济，成祖下令班师。
鞑靼因此打击部众溃散，并向明成祖进贡马匹，明成祖亦给予优厚的赏赐，其部臣阿鲁台接受了明成祖给他“和宁王”的封号。

## 第二次北伐

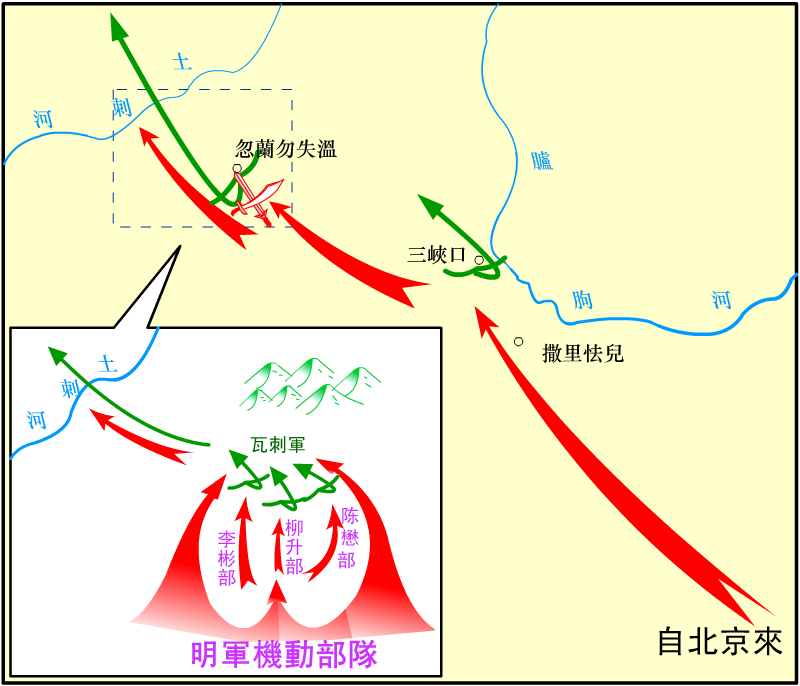
明成祖第二次亲征漠北示意图

明军在永乐八年（1410年）出征鞑靼后，瓦剌部趁机迅速发展壮大，永乐十一年（1413年），瓦剌军进驻胪朐河（今克鲁伦河），窥视中国。
明成祖决心再次亲征，调集兵力，筹集粮饷。永乐十二年（1414年）二月，明军从北京出发，六月初三，明军在三峡口（今蒙古乌兰巴托东南）击败了瓦剌部的一股游兵，杀敌数十騎；初七日，明军行至勿兰忽失温（今蒙古乌兰巴托东南），瓦剌军三万之众，依托山势，分三路阻抗，明成祖派骑兵冲击，引诱敌兵离开山势，遂命柳升发炮轰击，自己亦亲率铁骑杀入敌阵，瓦剌军败退，明成祖乘势追击，兵分几路夹击瓦剌军的所扑，杀敌数千，瓦剌军纷纷败逃。此役，瓦剌受到重创，此后多年不敢犯边。

## 第三次北伐
瓦剌被明軍打败，鞑靼趁此机会经过几年的发展，势力日益强盛起来，从而改变对明朝的依附政策，并侮辱或拘留明朝派去的使节，还时常对明朝边境进行骚扰的劫掠。永乐十九年（1421年）冬初，鞑靼围攻明北方重镇兴和，杀死了明军指挥官王祥，对此，明成祖决定第三次亲征漠北。
永乐二十年（1422年）三月，明成祖率軍从北京出发，出击鞑靼。其主力部队至宣府（今河北宣化）东南的鸡鸣山时，鞑靼首领阿鲁台得知明军来袭，乘夜逃离兴和，避而不战。七月，明军到达煞胡原，俘获鞑靼的部属，得知阿鲁台已逃走，成祖下令停止追击。明军在回师途中，击败兀良哈三卫等部，九月，回师北京。明成祖第三次出击漠北，虽对鞑靼部有一定的打击，但成效不大，沒有彻底解决蒙古各部对明朝边境的滋扰。

## 第四次北伐
永乐二十一年（1423年），鞑靼首领阿鲁台再次率部滋扰明朝边境，成祖闻悉后决定再次亲征。明军八月初出征，九月上旬，明军到达沙城（今河北张北以北）时，阿鲁台的部下阿失贴木儿率部投降明军，并得知阿鲁台被瓦剌打败，其部已溃散，明军暂时驻扎不前；十月，明军继续北上，在黄河以北击败鞑靼西部的军队，鞑靼王子也先土干率部众来降明，明成祖随即封也先土干为忠勇王，十一月，明军班师回京。

## 第五次北伐
永樂二十二年（1424年）正月至七月，明軍对蒙古鞑靼部的作戰。是年正月，鞑靼部首领阿鲁台率軍進犯明山西大同、开平（今内蒙古正兰旗东北）等地。成祖遂调集山西、山东、河南、陕西、辽东5都司之兵于京师（今北京）和宣府（今河北宣化）待命。四月三日，以安远侯柳升、遂安伯陈英为中军；武安侯郑亨、保定侯孟瑛为左哨，阳武侯薛禄、新宁伯谭忠为右哨；英国公張輔、成国公朱勇为左掖，成山侯王通、兴安伯徐亨为右掖；宁阳侯陈懋、忠勇王金忠又名也先土干为前锋，出兵北征。二十五日，进至隰宁（今河北沽源南），获悉阿鲁台逃往答兰纳木儿河（今蒙古境内之哈拉哈河下游），明成祖令全军急速追击。六月十七日，进至答兰纳木儿河，周围三百余里不见阿鲁台部踪影，遂下令班师。七月十八日，明成祖在回京途中病死于榆木川（今内蒙古多伦西北），死時仍處於明蒙邊境。
至此蒙古势力暂时削弱，明朝的边患却未彻底解决。明成祖病故僅二十五年後的明英宗统治下，便發生土木堡之变，明朝皇帝也被蒙古人俘虏。